# Plateau de Diesse
Plateau de Diesse är en kommun i distriktet Jura bernois i kantonen Bern, Schweiz. Kommunen har 2 153 invånare (2023). Kommunen bildades den 1 januari 2014 genom en sammanslagning av kommunerna Diesse, Lamboing och Prêles. Kommunens förvaltning ligger i Prêles.